# فرانکا پیلا
فرانکا پیلا (انگلیسی: Franca Pilla؛ زادهٔ ۱۹ دسامبر ۱۹۲۰) آموزگار اهل ایتالیا است. وی بیوه کارلو آدزلیو چیامپی رئیس‌جمهور پیشین ایتالیا می‌باشد.